# 10000 metros
10 000 metros é uma modalidade olímpica de atletismo e a mais longa distância disputada em pista, com um total de 25 voltas em torno da pista padrão de 400 metros do estádio.
Os antigos gregos já organizavam corridas de resistência semelhantes às corridas de longa distância atuais. A primeira prova semelhante aos 10 000 metros disputada na Era Moderna foi a corrida das 6 milhas (9656 m), na Grã-Bretanha. O primeiro recorde aferido para a distância exata de 10 000 metros foi registrado em 1847. A prova entrou no programa olímpico em Estocolmo 1912, com a vitória do finlandês Hannes Kolehmainen. Durante todo o período anterior à II Guerra Mundial ela foi dominada pela Finlândia e seus fundistas, chamados de Finlandeses Voadores, como Kolehmainen, Paavo Nurmi e Ville Ritola. O último fundista deste país a vencê-la em Olimpíadas foi Lasse Viren, bicampeão olímpico em Munique 1972 e Montreal 1976. A partir dos anos 80, a distância passou a ser de domínio absoluto dos africanos, especialmente etíopes e quenianos, tanto em Jogos Olímpicos quanto em campeonatos mundiais.
Introduzida no programa olímpico para mulheres em Seul 1988, a primeira campeã olímpica foi a soviética Olga Bondarenko. Com o correr dos anos, as africanas passaram também a dominá-la, assim como a todas as provas de longa distância, como os 5000 metros e a maratona, secundadas pelas chinesas. O domínio das etíopes é tão grande nesta prova, que não é apenas nacional mas familiar: Derartu Tulu foi bicampeã olímpica em Barcelona 1992 e Sydney 2000 e sua sobrinha, Tirunesh Dibaba, em Pequim 2008 e Londres 2012. Os atuais campeões olímpicos são o ugandense Joshua Cheptegei e a queniana Beatrice Chebet. Os dois também detém os recordes mundiais masculino — 26:11.00 — e feminino — 28:54.14.
Além dos já citados, alguns dos grandes nomes da história desta prova são Emil Zatopek, Haile Gebrselassie, Paul Tergat,  Miruts Yifter, Ingrid Kristiansen, Vivian Cheruiyot e a portuguesa Fernanda Ribeiro.

## Recordes
De acordo com a Federação Internacional de Atletismo – IAAF.
Homens
| Recorde          | Tempo   | Atleta           | País   | Data           | Local      |
| Recorde mundial  | 26:11.0 | Joshua Cheptegei | Uganda | 7 outubro 2020 | Valência   |
| Recorde olímpico | 26:43.1 | Joshua Cheptegei | Uganda | 2 agosto 2024  | Paris 2024 |

Mulheres
| Recorde          | Tempo   | Atleta          | País    | Data           | Local    |
| Recorde mundial  | 28:54.1 | Beatrice Chebet | Quénia  | 25 maio 2024   | Eugene   |
| Recorde olímpico | 29:17.4 | Almaz Ayana     | Etiópia | 12 agosto 2016 | Rio 2016 |

## Melhores marcas mundiais
As marcas abaixo são de acordo com a World Athletics.

### Homens
| Posição | Tempo   | Atleta             | País    | Data            | Local    |
| ------- | ------- | ------------------ | ------- | --------------- | -------- |
| 1       | 26:11.0 | Joshua Cheptegei   | Uganda  | 7 outubro 2020  | Valência |
| 2       | 26:17.5 | Kenenisa Bekele    | Etiópia | 26 agosto 2005  | Bruxelas |
| 3       | 26:20.3 | Kenenisa Bekele    | Etiópia | 8 junho 2004    | Ostrava  |
| 4       | 26:22.7 | Haile Gebrselassie | Etiópia | 1 junho 1998    | Hengelo  |
| 5       | 26:25.9 | Kenenisa Bekele    | Etiópia | 8 junho 2008    | Eugene   |
| 6       | 26:27.8 | Paul Tergat        | Quénia  | 22 agosto 1997  | Bruxelas |
| 7       | 26:28.7 | Kenenisa Bekele    | Etiópia | 29 maio 2005    | Hengelo  |
| 8       | 26:29.2 | Haile Gebrselassie | Etiópia | 5 setembro 2003 | Bruxelas |
| 9       | 26:30.0 | Nicholas Kemboi    | Quénia  | 5 setembro 2003 | Bruxelas |
| 10      | 26:30.7 | Abebe Dinkesa      | Etiópia | 29 maio 2005    | Hengelo  |

### Mulheres
| Posição | Tempo | Atleta             | País          | Data            | Local          |
| ------- | ----- | ------------------ | ------------- | --------------- | -------------- |
| 1       | 28:54 | Beatrice Chebet    | Quénia        | 25 maio 2024    | Eugene         |
| 2       | 29:01 | Letesenbet Gidey   | Etiópia       | 8 junho 2021    | Hengelo        |
| 3       | 29:05 | Gudaf Tsegay       | Etiópia       | 25 maio 2024    | Eugene         |
| 4       | 29:06 | Sifan Hassan       | Países Baixos | 6 junho 2021    | Hengelo        |
| 5       | 29:17 | Almaz Ayana        | Etiópia       | 12 agosto 2016  | Rio de Janeiro |
| 6       | 29:26 | Lilian Rengeruk    | Quénia        | 25 maio 2024    | Eugene         |
| 7       | 29:27 | Margaret Kipkemboi | Quénia        | 25 maio 2024    | Eugene         |
| 8       | 29:29 | Gudaf Tsegay       | Etiópia       | 23 junho 2023   | Nerja          |
| 9       | 29:31 | Wang Junxia        | China         | 8 setembro 1993 | Pequim         |
| 10      | 29:32 | Vivian Cheruiyot   | Quénia        | 12 agosto 2016  | Rio de Janeiro |

## Melhores marcas olímpicas
As marcas abaixo são de acordo com o Comitê Olímpico Internacional – COI.

### Homens
| Posição | Tempo    | Atleta               | País           | Medalha | Local      |
| ------- | -------- | -------------------- | -------------- | ------- | ---------- |
| 1       | 26:43.1  | Joshua Cheptegei     | Uganda         | ouro    | Paris 2024 |
| 2       | 26:43.44 | Berihu Aregawi       | Etiópia        | prata   | Paris 2024 |
| 3       | 26:43.46 | Grant Fisher         | Estados Unidos | bronze  | Paris 2024 |
| 4       | 26:43.7  | Mohammed Ahmed       | Canadá         |         | Paris 2024 |
| 5       | 26:43.9  | Benard Kibet         | Quénia         |         | Paris 2024 |
| 6       | 26:44.0  | Yomif Kejelcha       | Etiópia        |         | Paris 2024 |
| 7       | 26:44.4  | Selemon Barega       | Etiópia        |         | Paris 2024 |
| 8       | 26:46.3  | Jacob Kiplimo        | Quénia         |         | Paris 2024 |
| 9       | 26:49.4  | Thierry Ndikumwenayo | Espanha        |         | Paris 2024 |
| 10      | 26:50.6  | Adriaan Wildschutt   | África do Sul  |         | Paris 2024 |

- Todos os dez primeiros colocados na prova em Paris 2024 quebraram o antigo recorde olímpico de 27:01 do etíope Kenenisa Bekele em Pequim 2008.[12]

### Mulheres
| Posição | Tempo   | Atleta             | País           | Medalha | Local       |
| ------- | ------- | ------------------ | -------------- | ------- | ----------- |
| 1       | 29:17.4 | Almaz Ayana        | Etiópia        | ouro    | Rio 2016    |
| 2       | 29:32.5 | Vivian Cheruiyot   | Quénia         | prata   | Rio 2016    |
| 3       | 29:42.5 | Tirunesh Dibaba    | Etiópia        | bronze  | Rio 2016    |
| 4       | 29:53.5 | Alice Nawowuna     | Quénia         |         | Rio 2016    |
| 5       | 29:54.6 | Tirunesh Dibaba    | Etiópia        | ouro    | Pequim 2008 |
| 6       | 29:55.3 | Sifan Hassan       | Países Baixos  | ouro    | Tóquio 2020 |
| 7       | 29:56.1 | Kalkidan Gezahegne | Bahrein        | prata   | Tóquio 2020 |
| 8       | 30:01.7 | Letesenbet Gidey   | Etiópia        | bronze  | Tóquio 2020 |
| 9       | 30:07.3 | Betsy Saina        | Quénia         |         | Rio 2016    |
| 10      | 30:13.1 | Molly Huddle       | Estados Unidos |         | Rio 2016    |

## Marcas da lusofonia
| País                | Masculino | Atleta                    | Ano  | Local      | Feminino | Atleta             | Ano  | Local     |          |
| Portugal            | 27:12     | António Pinto             | 1999 | Estocolmo  | 30:22    | Fernanda Ribeiro   | 2000 | Sydney    | [ 13 ]   |
| Brasil              | 27:28     | Marílson Gomes dos Santos | 2007 | Neerpelt   | 31:47    | Carmem de Oliveira | 1993 | Stuttgart | [ 14 ]   |
| Angola              | 28:31     | João Ntiyamba             | 1999 | Sevilha    | 35:06    | Ernestina Paulino  | 2015 | Luanda    | [ 15 ]   |
| Cabo Verde          | 29:09     | Nelson Cruz               | 2008 | Lisboa     | 37:46    | Sónia Lopes        | 2003 | Lumezzane | :627,765 |
| Moçambique          | 30:09     | Pedro Mulomo              | 1982 | Maputo     | 36:49    | Teresa Domingos    | 2002 | Beira     | :627,765 |
| Timor-Leste         | 31:22     | Año Alves                 | 1996 | Jacarta    | 37:04    | Agueda Amaral      | 1988 | Jacarta   | :627,766 |
| Guiné-Bissau        | 33:04     | Aruna Dabó                | 1989 | Casablanca |          | sem registro       |      |           | :626     |
| São Tomé e Príncipe | 33:30     | Mário Pitra               | 1982 | São Tomé   |          | sem registro       |      |           | :627     |